# Jean-Daniel Dätwyler
Jean-Daniel Dätwyler (Losanna, 12 aprile 1945) è un ex sciatore alpino svizzero.

## Biografia
Jean-Daniel Dätwyler, originario di Villars-sur-Ollon, è fratello di Michel e padre di Céline, a loro volta sciatori alpini. Sebbene fosse uno sciatore polivalente, ebbe particolare propensione alla discesa libera, specialità nella quale ottenne tutti i principali risultati della sua carriera a partire dal debutto in campo internazionale in occasione del 28º trofeo Arlberg-Kandahar, il 9 marzo 1963 a Chamonix, dove non completò la prova; esordì in Coppa del Mondo il 14 gennaio 1967 piazzandosi 3º nella gara disputata sul tracciato Lauberhorn di Wengen, dietro ai francesi Jean-Claude Killy e Léo Lacroix.
Venne convocato per i X Giochi olimpici invernali di Grenoble 1968, sua unica presenza olimpica, dove si aggiudicò la medaglia di bronzo nella discesa libera valida anche ai fini dei Mondiali 1968, unica gara che disputò; il 14 febbraio dell'anno seguente sulla Saslong della Val Gardena conquistò il primo successo in Coppa del Mondo e ai Mondiali di Val Gardena 1970, sua ultima presenza iridata, si classificò 14º. In Coppa del Mondo conquistò il secondo e ultimo successo il 29 gennaio 1971 a Megève e l'ultimo podio il 26 febbraio 1972 a Crystal Mountain (3º alle spalle del tedesco occidentale Franz Vogler e dello svizzero Bernhard Russi), nell'ultima gara della sua carriera.

## Palmarès

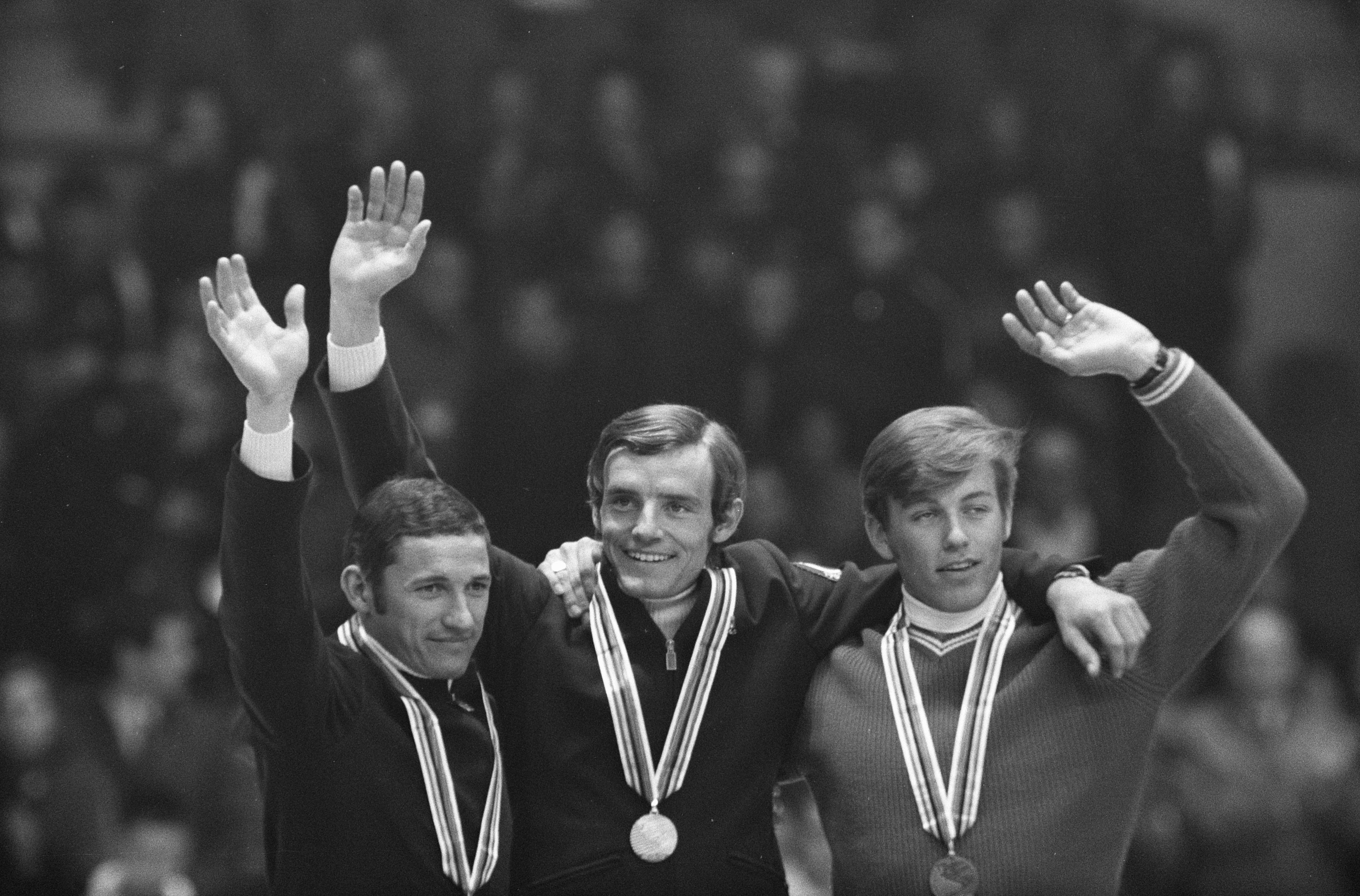
Dätwyler (bronzo, a destra), sul podio della discesa libera a assieme ai francesi Guy Périllat (argento, a sinistra) e Jean-Claude Killy (oro, al centro)

### Olimpiadi
- 1 medaglia, valida anche ai fini dei Mondiali:
  - 1 bronzo (discesa libera[5] a Grenoble 1968)

### Coppa del Mondo
- Miglior piazzamento in classifica generale: 12º nel 1969
- 8 podi (tutti in discesa libera):
  - 2 vittorie
  - 2 secondi posti
  - 4 terzi posti

#### Coppa del Mondo - vittorie
| Data             | Località    | Paese   | Specialità |
| ---------------- | ----------- | ------- | ---------- |
| 14 febbraio 1969 | Val Gardena | Italia  | DH         |
| 29 gennaio 1971  | Megève      | Francia | DH         |

Legenda:

DH = discesa libera

### Campionati svizzeri
- 5 medaglie (dati parziali):
  - 2 ori (discesa libera[6][7] nel 1968; discesa libera[1][6] nel 1969)
  - 1 argento (dati parziali: discesa libera[8] nel 1970)
  - 2 bronzi (dati parziali: slalom speciale[7] nel 1968; combinata[1] nel 1969)